# Erwin Böhme
Erwin Böhme (ur. 29 lipca 1879 w Holzminden, zm. 29 listopada 1917 w okolicach Zonnebeke w Belgii) – niemiecki lotnik; as myśliwski z czasów I wojny światowej.
Podczas walk w czasie I wojny światowej odniósł 24 zwycięstwa powietrzne latając na samolocie Albatros D.I. Służył w stworzonej przez Oswalda Boelckego eskadrze myśliwskiej Jagdstaffel 2 (Jasta 2). 28 października pilotowana przez Böhmego maszyna zderzyła się w powietrzu z maszyną Boelckego, podczas walki z brytyjskimi samolotami 24. dywizjonu RFC. Böhme przeżył kolizję, Boelcke zmarł.
Böhme został zestrzelony 29 listopada 1917 r. podczas ataku na brytyjski samolot rozpoznawczy Armstrong-Whitworth F.K.8.

## Odznaczenia
- Pour le Mérite – 24 listopada 1917
- Królewski Order Rodu Hohenzollernów – 12 marca 1917
- Krzyż Żelazny I Klasy
- Krzyż Żelazny II Klasy